# José Been
José Been (Dalen, 4 februari 1979) is een Nederlands sportjournalist gespecialiseerd in wielrenverslaggeving.

## Biografie
Been studeerde geschiedenis, Frans en Spaans. Tot 2010 werkte ze in de marketing- en management-ondersteuning bij Achmea. In 2008 kreeg Been borstkanker waardoor ze hele dagen thuis zat, veel wielrennen keek en daar in 2009 over begon te twitteren. Danny Nelissen haalde haar in 2011 naar Eurosport, aanvankelijk als nieuwscommentator en sinds augustus 2012 als verslaggever bij wielerwedstrijden. Ze was daarmee de eerste fulltime vrouwelijke wielerverslaggever in Europa die op vaste basis mannenkoersen versloeg. Been gaf in 2012 commentaar bij de Ronde van Spanje en de Ronde van Groot-Brittannië, en in 2013 bij onder andere Parijs-Nice, de Ronde van Californië, de Ronde van Noorwegen, het Critérium du Dauphiné en de Eneco Tour. In 2014 versloeg ze de Ronde van het Baskenland.
Van 2012 tot en met 2018 was ze vaste wielercommentator op de Nederlandstalige Eurosport. Sinds 2015 versloeg Been de wielerwedstrijden op Eurosport samen met onder anderen oud-renner Karsten Kroon. Vanaf 2019 is ze hiermee gestopt.
Ze was tevens als verslaggever vanaf 2016 tot 2021 werkzaam voor Cyclingnews.com. Ook werkte ze bij de UCI om de UCI Road Women World Cup in beeld te brengen.
In 2017 stopte Been kortstondig met sociale media, toen ze via Twitter abusievelijk werd bedreigd vanwege commentaar bij een wedstrijd die ze zelf niet had verslagen.
Sinds februari 2021 werkt ze voor de Engelstalige Eurosport en Global Cycling Network. Ze is tevens verbonden aan Cyclingtips.com als wielerjournalist.